# Eustis (Florida)
Eustis és una ciutat del Comtat de Lake de l'estat estatunidenc de Florida. La població era de 15.106 segons el cens del 2000. L'oficina del cens va estimar que la població l'any 2008 era de 19.129 habitants.